# El principi de l'arca de Noé
El principi de l'arca de Noé (títol original: Das Arc Noah Prinzip) és una pel·lícula alemanya dirigida per Roland Emmerich, estrenada l'any 1984. Ha estat doblada al català.

## Argument
El 1997, la majoria de les armes clàssiques de destrucció massiva han estat abandonades. Tanmateix, en òrbita al voltant de la Terra, hi ha una estació espacial Florida Arklab, capaç de controlar el temps a qualsevol indret sobre el planeta a sota. Un projecte civil per naturalesa, però que podria estar utilitzat com una arma ofensiva, creant les catàstrofes naturals com tempestes o inundacions.

## Repartiment
- Richy Müller: Billy Hayes
- Franz Buchrieser: Max Marek
- Aviva Joel: Eva Thompson
- Matthi: Fuchs: Felix Kronenberg
- Nikol: Lansky: Gregor Vandenberg
- Mati: Heller: un guarda de seguretat

## Producció
Es tracta del primer llargmetratge de Roland Emmerich i la seva pel·lícula de final d'estudis a la Hochschule für Fernsehen und Film München. A l'època, era la pel·lícula d'estudi alemanya més cara que mai havia estat produïda.
El rodatge va tenir lloc a Baden-Württemberg, sobretot a Maichingen i Böblingen.